# 31959 Keianacave
31959 Keianacave è un asteroide della fascia principale. Scoperto nel 2000, presenta un'orbita caratterizzata da un semiasse maggiore pari a 2,6269533 UA e da un'eccentricità di 0,1439565, inclinata di 7,01034° rispetto all'eclittica.